# Ніккі Понте
Ніккі Понте (грец. Νίκη Πόντε, 1 серпня 1991, Торонто, Канада) — канадо-кіпріотська співачка. Стала відомою в Греції співачкою після участі в талант-шоу The X Factor, де посіла 3 місце.

## Біографічні відомості
Ніккі Понте народилася в Торонто в родині іммігрантів. Її батько — португалець, мати кіпріотського походження. Впродовж 10 років брала уроки оперного вокального мистецтва. Згодом стала студенткою музичного університету Канади. Вільно володіє англійською мовою і грецькою.
Брала участь у грецькому талант-шоу The X Factor, яке стартувало 1 жовтня 2010 року, де посіла 3 місце. Наприкінці лютого 2011 року взяла участь у грецькому національному відборі на Пісенний конкурс Євробачення 2011 із піснею «I don't wanna dance» , однак поступилась Лукасу Йоркасу.